# Zrianin
Zrianin (en rus: Зрянин) és un poble (un khútor) de l'óblast de Volgograd, a Rússia, segons el cens del 2010 tenia 27 habitants.